# Roel Michels
Roel Michels es un deportista neerlandés que compitió en remo. Ganó dos medallas de plata en el Campeonato Mundial de Remo, en los años 1978 y 1979.

## Palmarés internacional
| Campeonato Mundial | Campeonato Mundial     | Campeonato Mundial | Campeonato Mundial |
| Año                | Lugar                  | Medalla            | Prueba             |
| ------------------ | ---------------------- | ------------------ | ------------------ |
| 1978               | Copenhague (Dinamarca) | Medalla de plata   | Doble scull ligero |
| 1979               | Bled (Yugoslavia)      | Medalla de plata   | Doble scull ligero |